# 8e corps de fusiliers
Pour les articles homonymes, voir 8e corps d'armée.
Pour le corps de l'Armée rouge existant de 1922 à 1941, voir 8e corps de fusiliers (1re formation).
Le 8e corps de fusiliers estonien (2e formation) (russe : 8-й Эстонский стрелковый корпус, estonien : 8. Eesti Laskurkorpus) est une formation de l'armée soviétique constituée le 6 novembre 1942.
Le 8e corps de fusiliers estoniens est formé d'Estoniens de souche mobilisés, principalement constitué d'anciens officiers de l'armée de la république d'Estonie. Dans l'ordre de bataille, le corps, mentionné dans les réserves de la Stavka le 1er novembre 1942, est subordonné au front de Kalinine le 1er décembre suivant.
Lorsque la 2e formation est formée en 1942, la structure du corps se compose des 7e (ru) et 249e divisions de fusiliers (et) stationnées en Estonie, renforcées par des volontaires de l'organisation du Parti communiste estonien. Dans un effort pour augmenter l'expérience globale de la formation, la 19e division de fusiliers de la Garde, aguerrie au combat, rejoint ensuite le 8e corps. En conséquence, le corps est brièvement redésigné en tant que 8e corps de fusiliers de la Garde. Tout au long de son existence, le corps de fusiliers est commandé par le lieutenant-général Lembit Pärn.

## Service de guerre
Le corps combat un total de 916 jours durant la guerre, et à différents moments, opère sur les fronts de Kalinine, de Léningrad et le 2e front balte. Pendant 344 jours, des parties du corps sont engagées avec les forces allemandes, mais aucun gain significatif n'est réalisé. Pendant les 123 jours suivants, la formation est engagée dans la bataille de Velikié Louki où 13 000 des 27 000 hommes sont tués ou blessés. Ensuite, l'unité combat pendant 37 jours sont dans la bataille de Narva et 88 derniers jours dans la bataille de Courlande. Lors de la bataille de Narva en 1944, l'artillerie du corps de fusiliers affronte la 20e division SS, composée d'Estoniens combattant dans la Waffen-SS. L'infanterie du corps est engagée une nouvelle fois dans un duel fratricide entre Estoniens dans les batailles de Porkuni et Avinurme les 20 et 21 septembre 1944, où un détachement du corps de fusiliers assassine un certain nombre de prisonniers de guerre blessés. Le 22 septembre, des éléments de la 7e division de fusiliers, avec le 45e régiment de chars estonien et le 952e régiment SU (SU-76), forment le détachement avancé du corps et entrent à Tallinn, pour laquelle trois des unités reçurent le nom de cette ville en tant qu'honneur de bataille.

## Après-guerre
Au total, 4 100 localités ont été capturées par le 8e corps de fusiliers estoniens. Au sein du corps, une division, six régiments et un bataillon sont décorés d'un ordre honorifique ; celui-ci reçoit également le titre honorifique de « Tallinn », et le 28 juin 1945, il est rebaptisé 41e corps de fusiliers estonien de la Garde de Tallinn. Les deux divisions composantes ont également été honorées ; la 7e devient la 118e division de fusiliers de la Garde et la 249e devient la 122e division de fusiliers de la Garde. En 1946, les deux divisions sont dissoutes pour fournir du personnel pour d'autres activités soviétiques en république socialiste soviétique d'Estonie.
La décision du 23 juin 1945 du Présidium du Soviet suprême de l'Union soviétique, la démobilisation de l'Armée rouge, est appliqué au 8e corps à partir du 16 juillet. Fin 1946, 16 550 hommes sont démobilisés. Parmi eux, 3 425 (20,7 %) travailleront dans les organes administratifs ou juridiques de la république soviétique d'Estonie (Parti communiste, Komsomol, syndicats, etc.).